# El Cid (Corneille)

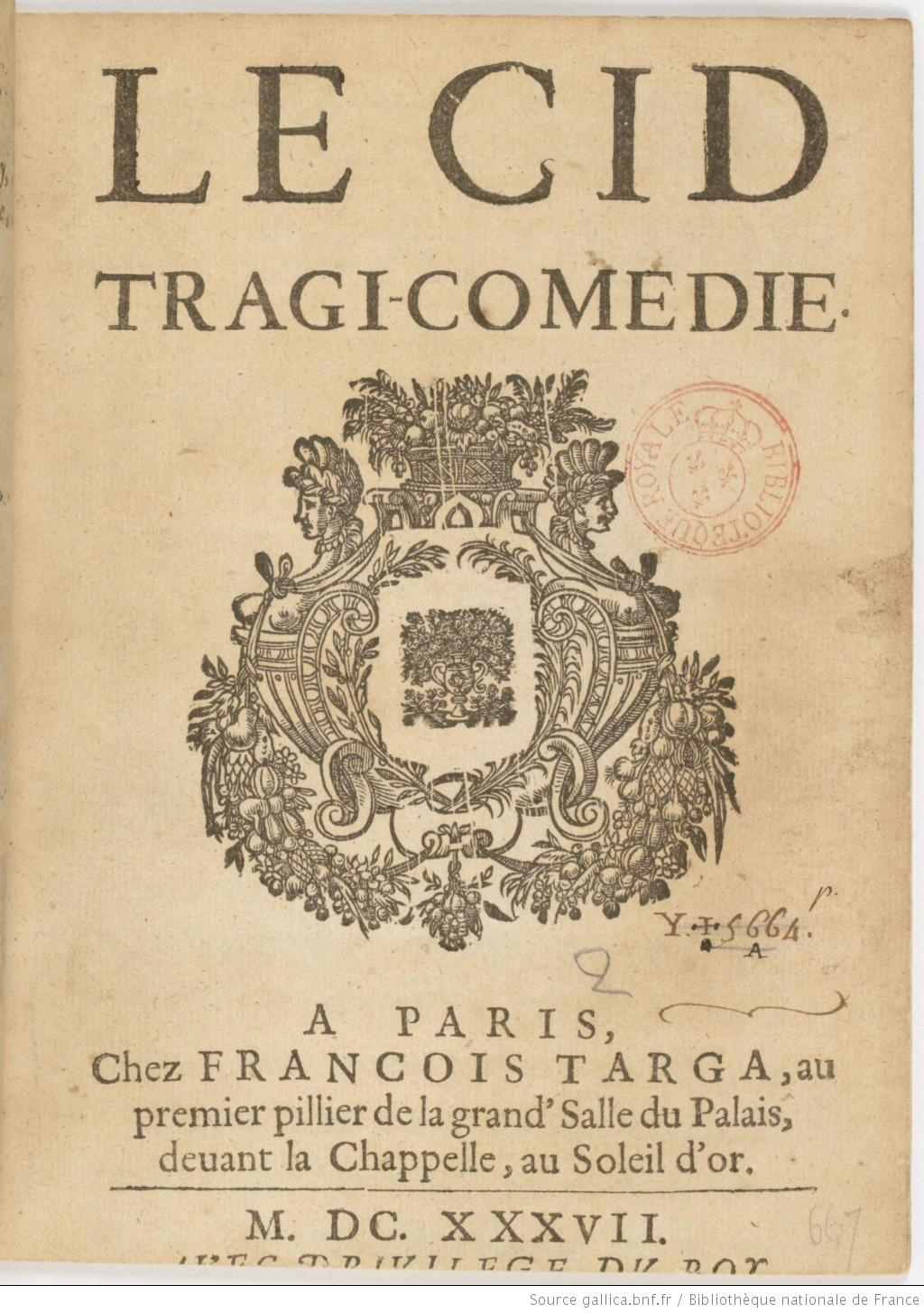
Cartel de la representación en París en 1637.

El Cid (título original: Le Cid) es una tragicomedia de Pierre Corneille estrenada en 1636, aunque en la segunda versión corregida por el propio Corneille se convertirá en una tragedia. Es una de las obras más conocidas dentro del mundo de la cultura francesa y responsable en gran parte de la leyenda caballeresca española en Francia. Gérard Philipe ha sido el actor que durante más tiempo ha interpretado al personaje en la Comédie Française.
El argumento está basado en la obra de Guillén de Castro Las mocedades del Cid y también en los romances del Cid: Corneille conoció bien esta literatura.
El estreno de la obra causó una intensa polémica en la Academia Francesa, por no atenerse a las reglas que se consideraban vinculantes. Además, trata tema medieval -lo cual es muy insólito para la época- y gira en torno a un personaje español, lo que en el momento también tenía implicaciones políticas.

## Historia
La acción tiene lugar en Sevilla en el siglo XI (nótese el anacronismo, ya que Sevilla estuvo siempre en poder de los musulmanes en tiempos del Cid). Don Diego y Don Gómez, conde de Gormaz, han decidido unir en matrimonio a sus hijos Rodrigo y Jimena, pero cuando el rey elige como preceptor del príncipe a Don Diego, el conde se pone celoso y ofende a este último, abofeteándolo. Don Diego, demasiado viejo para luchar, deja la venganza en manos de su hijo. Rodrigo, dividido entre su amor por Jimena y su deber por vengar el honor de su padre, opta finalmente por dar mayor peso a la necesidad de restaurar el honor familiar que a sus sentimientos por Jimena. Aún sin negar su amor, Jimena pide al rey la cabeza de Rodrigo. 
Pero un ataque de los moros da a Rodrigo la oportunidad de probar su valor y de obtener el perdón del rey. Sus victorias en el campo de batalla le otorgaron el título de "El Cid" y éste empezó ganarse el perdón del rey batalla tras batalla.
A pesar de estar más enamorada que nunca de Rodrigo, convertido en un héroe en toda Castilla, Jimena mantiene su postura y pide al rey que uno de sus caballeros luche por ella con el fin de que le entregue la cabeza de Rodrigo. El elegido es Don Sancho, que también ama a Jimena, y aunque ella no le corresponde, promete desposarse con quien quiera que resulte vencedor del duelo a muerte. El rey accede, aunque a disgusto, pues no le agrada la idea de arriesgarse a perder a Don Rodrigo.
Antes del duelo, Rodrigo habla en privado con Jimena y le dice que no se defenderá contra lo que simbólicamente es "la mano de ella". Jimena finalmente lo persuade para que lo haga lo mejor posible, porque si vence se casarán. 
Tras el duelo, el campeón de Jimena, portando una espada ensangrentada, se acerca a donde ella está esperando. Al verlo, Jimena se teme lo peor, sin darle oportunidad de hablar. Acude ante el rey y finalmente se siente libre para confesar su amor por Rodrigo al creerlo muerto. Don Sancho explica entonces que Rodrigo lo venció, aunque le perdonó la vida. Rodrigo por su parte, al acabar el duelo había acudido directamente junto al rey, dándole su propia espada a Don Sancho para que se la entregara a Jimena.
Aunque se aman mutuamente, Jimena y Rodrigo son reticentes a casarse a causa de lo sucedido, pero el rey dice que aunque a primera vista parecería imposible, las circunstancias han demostrado que están hechos el uno para el otro. No obstante, se da cuenta de que necesitan un tiempo para adaptarse. Jimena fija la boda para un año más tarde. Entre tanto, Rodrigo conducirá una guerra contra los musulmanes en su propio territorio.

## Los personajes

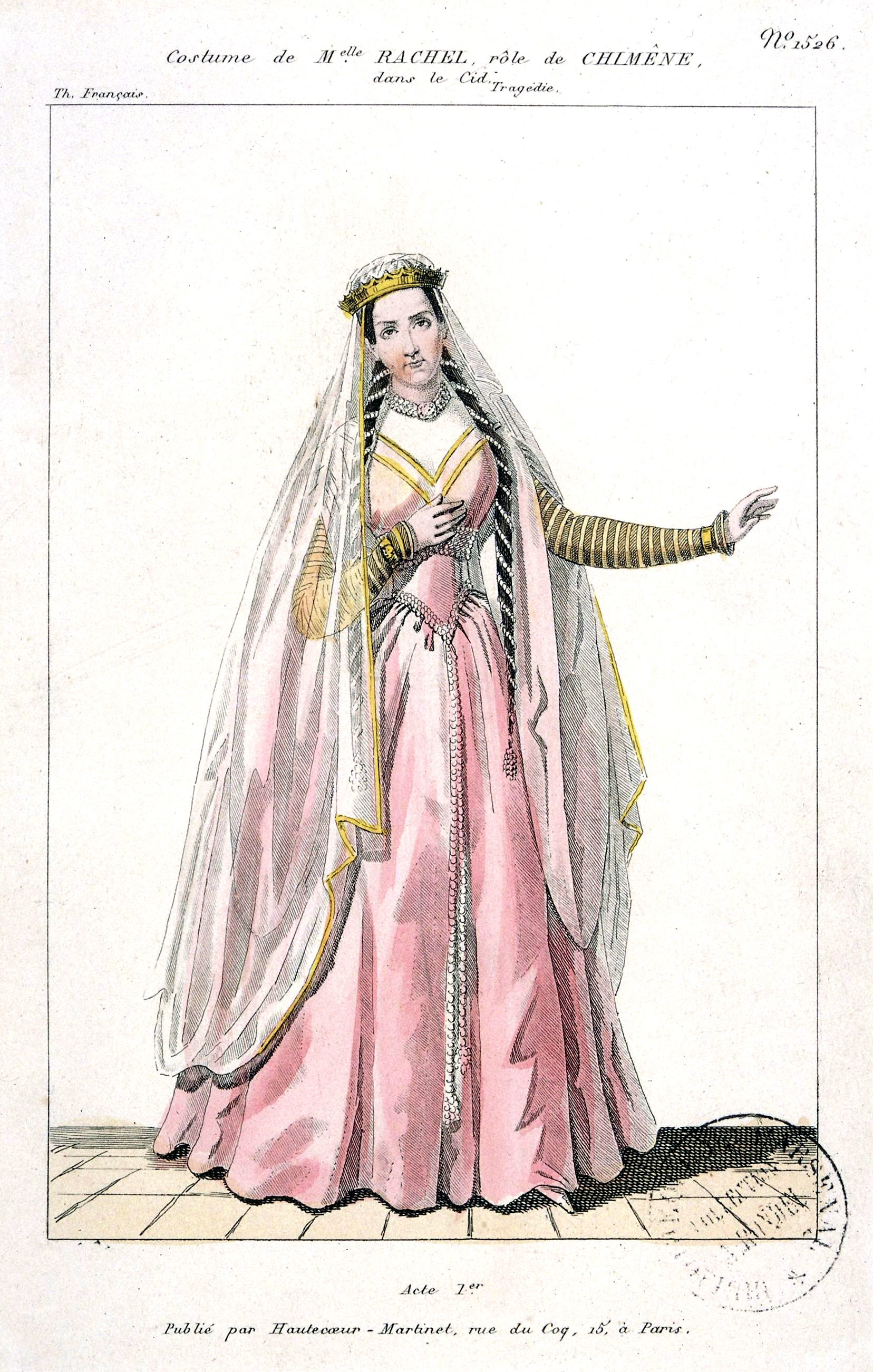
Rachel Félix en el papel de Jimena.

Jimena y Rodrigo, los protagonistas del drama tienen alrededor de veinte años, quizás menos. Jimena aún no se ha casado, y Rodrigo no ha empuñado la espada todavía. Jimena, hija de un grande de España, ha sido educada de manera estricta y sigue bajo la tutela de una dueña, Elvira, que es su consejera y confidente. Pero a pesar de estar recluida en su casa, muchos jóvenes de su edad la pretenden, dos en especial, Don Sancho y Don Rodrigo. La hija del rey, a quien Jimena hace partícipe de sus sentimientos, le hizo conocer a Rodrigo, y ella se enamoró de él. Pero no es ella quien debe adoptar la decisión, solo su padre tiene esa potestad. Jimena teme que el elegido por su padre no sea Rodrigo, que a pesar de no haber medido nunca sus armas, ha sido educado como un caballero. Su padre le enseñó no solo a manejar la espada con destreza, sino también estrategia militar. Le ha sido inculcado el sentido del deber hacia su familia y hacia su patria. De un rango social similar, de la misma edad, los amantes parecen hechos el uno para el otro.
Don Sancho, su rival en el amor de Jimena, es algo mayor que Rodrigo. La Infanta, amiga de Jimena, debe tener su misma edad y también está enamorada de Rodrigo, uno de sus futuros súbditos, lo que lo convierte en un amor imposible para ella que debe desechar, lo que intentará favoreciendo la boda de ambos. No se trata pues de auténticos opositores de los protagonistas, puesto que ambos aman sin ser amados; Don Sancho, noble al igual que Rodrigo, se eclipsará en el momento oportuno, y la Infanta, educada como hija de rey, no podría nunca tener un comportamiento deshonroso. Los dos personajes tienen, pues, un lugar simétrico respecto a la pareja de protagonistas, aunque permiten que vislumbremos su melancolía.
Por encima de todos los personajes planea la autoridad del rey de Castilla, don Fernando, que es a la vez un rey medieval, un primum inter pares, y un monarca absoluto, tal como lo era Luis XIII. Teme a los musulmanes, y para frenarlos mejor, decide trasladar la corte de Toledo a Sevilla, que es donde la obra se desarrolla. Al autor no parece importarle el hecho de que Sevilla fuera conquistada por los cristianos dos siglos más tarde. El rey teme también la desobediencia de sus vasallos, que critican sus decisiones y se enfrentan en duelos. Su buen carácter le lleva a utilizar más la persuasión que la autoridad, porque le preocupa menos el orgullo del poder que el bienestar de sus súbditos. Junto al rey vemos una corte de caballeros fieles, encabezados por Don Alonso y Don Arias.
Entre Don Diego, padre de Rodrigo, y Don Gómez, Conde de Gormaz, padre de Jimena, debe haber la misma diferencia de edad que entre este último y Rodrigo: podemos suponer que tienen respectivamente sesenta y cuarenta años. Don Diego fue en tiempos el sostén del reino de Castilla y su primer capitán. Este puesto lo desempeña hoy Don Gómez. Ambos son, uno por su pasado y el otro por su presente, igual de orgullosos. Ambos esperan el favor real, pero mientras Don Diego se conforma esperándolos, Don Gómez opina que le es debido. Don Diego sigue sirviendo escrupulosamente a su rey; Don Gómez es más brillante como la purpurina.
Quieren a sus hijos y se preocupan de su felicidad, pero también ejercen sobre ellos una gran autoridad. Jimena no olvida dejar siempre la iniciativa de las decisiones a su padre y Rodrigo escucha el consejo del suyo y lo sigue a su pesar. Tanto Jimena como Rodrigo han sido educados en el respeto hacia su mayores y a respetar por encima de todo los deberes hacia la propia sangre. Don Diego y Don Gómez ocupan un lugar simétrico respecto a los personajes principales: son temibles y exigentes estatuas.
Las dos dueñas, Elvira, la de Jimena, y Leonor, la de la Infanta, son muy distintas. Elvira es aún bastante joven y tiene una devoción apasionada por su dueña, nunca le levanta la voz, y es la confidente y colaboradora en sus amores. Leonor es una dueña más tradicional: de mayor edad, nos la imaginamos vestida de negro, con la voz seca y brusca. Cumple perfectamente su papel con autoridad: representa a los ojos de la princesa el rigor del deber y los remordimientos.

## Temas
El texto trata principalmente dos temas: la venganza y el amor trágico. Frenada por el amor de Jimena por Rodrigo y por el buen sentido del rey. El amor aparece como una fuerza irresistible y únicamente templado por los deberes familiares.